# テクニシャン
テクニシャン (Technician)は、
- サッカーなどの球技において、スピードやスタミナ、体の強さなどの身体能力よりもボール扱いなどの能力が相対的に高い選手
- 特定の産業で必要な能力を備えた者
- 研究所、実験所職員
- 高い技術や技能を使える者を示す一般的な言葉（技能士）。ただし、すでに特定の職種をテクニシャンと呼ぶ領域は除く。

## 例
- 技術、技能、技巧などが特出している物を示す一般的な言葉であるが、下記の領域など既に特定の職種、ポジションをテクニシャンと呼ぶ場合を除く。
- マニュアルなどに定められた実務を行う者。技能者とも。日本語では技術者（エンジニア）とされる場合が多い[1]。ラボラトリーエンジニアとも呼ばれる。
- テクニカル分析を行うテクニシャン - コンピュータを駆使してシステムを作り、売買する者。
- 研究機関において実験を専門とする技術系研究職。研究チーム内に1名～複数名所属し、円滑な研究を推進する。
- テクニシャン - コンピュータRPG『ポケットモンスター』に登場するポケモンの特性の1つ。
- ビデオゲーム『Enemy Territory: Quake Wars』に登場する陣営の1つ。
- 音楽ゲーム『リズム天国』のステージの1つ。
- トニー賞には、舞台技術賞 (Best Stage Technician)が存在した。
- デジタル・イメージング・テクニシャン（DIT）　映画の撮影現場におけるパートの一つ。
- テオン・ケネディの異名、「The Technician(テクニシャン)」。
- 戦え!超ロボット生命体トランスフォーマー　リッケル博士 / Optics Technician 。
- リズム天国#テクニシャン。

### 資格
- シスコ技術者認定　CCENT(Cisco Certified Entry Networking Technician) CCT(Cisco Certified Technician) など
- アマチュア無線のTechnician plus、Technician with HFなど
- 認定補聴器技能者　Hearing Aid Technicia
- 建築物環境衛生管理技術者 英名 Building sanitation management technician
- レジスタード・サイエンス・テクニシャン (Registered Science Technician、登録科学技術者、RScTech)
- Apple認定資格プログラム　Xsan for Pro Video Technician試験など

### 製品
- マイクロソフト認定デスクトップサポートテクニシャン

### 職業
- 歯科技工士 英: Dental Technician
- 救急救命士 米：Emergency Medical Technician、英：Emergency Medical Technician Paramedic
- 臨床工学技士 英: Clinical Engineer, CE, Clinical Engineering Technologist, CET 主に個別の機器の専門者を「〜Technician」と呼ぶ。例：透析技術認定師＝Dialysis Technician等。
- ローディーやレコーディングミュージシャン 名刺やクレジットに“technician”、“instrumental technician”と記載されることが多い(参考：笹渕啓史#Drums Technician,テリー・ボジオ#公認ドラムテクニシャン）。特定の楽器についての調整や据え付けを行う者を「○○テクニシャン」（○○は楽器などの名称）として「ギターテクニシャン」や「ドラムテクニシャン」（ギターテック、ドラムテック）と呼ぶ場合もある。紛らわしいが、その楽器の演奏が上手い人を指す言葉ではない。
- ネイリスト 世界的には、各国の公的資格者としてネイルテクニシャン(nail technician)と呼ばれる
- ピアノ調律師 piano technician、piano builderとも呼ばれる
- 音響技術者 英: sound technician 音響機器および建築物の音響機構を操作する"技能をもった技術者"
- 製図工 イギリス英語はdrafter、draughtsmanだが、アメリカ英語・カナダ英語ではdrafting technician
- 医療実験助手　英: Medical Laboratory AssistantもしくはMedical laboratory technician
- VT 　veterinary technician
- アハト（AHT） 　animal health technician
- 照明技師　照明技術者　英: Lighting technician
- Novell Field Support Technician
- ファーマシー・テクニシャン（pharmacy technician）、調剤技師
- EMT（Emergency Medical Technician）
- バイオ産業#テクニシャン
- イギリスのポスト・ノミナル・レターズにおいて、 工学技士 Engineering Technician EngTech ICT技士 ICT Technician ICT Tech など
- 栄養士 Dietetic Technician とも

## 軍隊
英語圏の軍の階級に表される。例えばイギリス軍の階級でStaff Sergeant Flight Sergeant / Chief Technician OR-6 Petty Officer （兵曹）、軍隊の階級において、英国空軍の Chief Technician は、技術的な兵科と軍楽隊などで。イギリス空軍で潜水艦ソナー員はSonar Technician Submarines（STS)、火器管制員はFirecontrol Technicians（FT)など。
アメリカ軍の階級でアメリカ陸軍需品科でProperty Accounting Technicianや補給システム担当准士官はSupply Systems Technician、空中投下システム担当准士官はAirdrop Systems Technicianなど。例えば暗号技官は、cryptology technician、五級特技兵ならばTechnician Fifth Grade、弾薬技術者はAmmunition Technicianである。アメリカ陸軍の階級一覧参照。特技兵は、第二次世界大戦中に設置された技能兵を前身としてこれをTechnicianと称した。
海上自衛隊の電子整備員などの略号はET:electronics technician の意味である。